# フロントウイング
株式会社フロントウイング（英: Frontwing Co., Ltd.）は、日本のゲーム会社・映像ソフト会社。グッドスマイルカンパニーのグループ会社。コンピュータソフトウェア倫理機構正会員。
山川竜一郎が代表取締役社長およびプロデューサーを務める。メインのブランドは社名と同じ「Frontwing」だが、それ以外に、「Survive（サヴァイブ）」「ホチキス」「b-Wings」などのブランド名でもソフトを販売していた。

## 概要
1999年設立。元々はカードゲームの輸入や輸出を手掛ける会社として設立され、コンピュータゲームの開発は趣味という位置づけだったが、後に主力事業として成長する。
学園を舞台としたゲームからハードな内容を含んだもの、3DCGを利用したものまで、作品の傾向は多岐にわたる。3Dコンテンツの作成は「ポリゴン村」というチームを組み、2D作品で使用される動画への3D導入を検討するなど、作品の企画および制作に携わっている。コンシューマー版に何作品か移植されているが、基本的に移植版の開発も同社が行なっている。また、3Dダンス動画作成ソフト『Dance×Mixer』の開発元でもある。
代表作には『魔界天使ジブリール』シリーズおよび『グリザイア』シリーズ3部作などが挙げられる。ライターの宮本直毅は『魔界天使ジブリール』に関して、「戦うのが見目うるわしいヒロインなら、そのリスクはエロい想像力を刺激」し、そういった作品の需要を示した作品と位置付けている。対して『グリザイア』シリーズでは、第1作『グリザイアの果実』が萌えゲーアワード2011年度のGOLD大賞、第2作『グリザイアの迷宮』が2012年度のSILVER大賞を獲得している。
ANIPLEX.EXEから発売された非18禁ソフト『ATRI -My Dear Moments-』には紺野アスタなどフロントウイング所属のクリエイターが関わっている。
2018年9月10日に、アニメ・ゲームの企画する関連会社として株式会社フロントウイングラボを設立（代表取締役は山川が兼務）。2019年3月にブシロードと業務提携を締結し、2021年4月1日付でブシロードが山川の持つ株式の過半数を取得し、ブシロードの連結子会社となった。
2024年9月30日付でブシロードより同社が保有するフロントウイングラボの全株式を取得し、フロントウイングラボはブシロードグループより離脱した。これに伴って、フロントウイングがグッドスマイルカンパニーのグループ会社となることも公表された。

## 発売ゲームソフトウェア一覧
ブランド名別で列挙する。

### Frontwing
| 発売年 | 発売日   | タイトル                                                     | 備考                                                                |
| ------ | -------- | ------------------------------------------------------------ | ------------------------------------------------------------------- |
| 2000年 | 8月4日   | カナリア 〜この想いを歌に乗せて〜                            |                                                                     |
| 2001年 | 11月22日 | カナリア 〜この想いを歌に乗せて〜 通常版ぷらす               |                                                                     |
| 2001年 | 11月22日 | フーリガン                                                   |                                                                     |
| 2002年 | 4月26日  | 426                                                          | オムニバス形式で『アズラエル』・『スイートレガシー』・『501』を収録 |
| 2002年 | 9月27日  | 魔女のお茶会                                                 |                                                                     |
| 2003年 | 3月28日  | スイートレガシー〜ボクと彼女のあま〜い関係〜                 | PS2版『スイートレガシー〜ボクと彼女の名もないお菓子〜』の逆移植     |
| 2003年 | 8月29日  | 私立アキハバラ学園                                           |                                                                     |
| 2003年 | 12月19日 | あきばこ                                                     |                                                                     |
| 2004年 | 4月23日  | 魔界天使ジブリール                                           |                                                                     |
| 2004年 | 8月27日  | そらうた                                                     |                                                                     |
| 2005年 | 4月22日  | 魔界天使ジブリール -episode2-                                |                                                                     |
| 2006年 | 2月24日  | ボーイミーツガール                                           |                                                                     |
| 2006年 | 9月29日  | めがちゅ!                                                    |                                                                     |
| 2007年 | 3月23日  | きみはぐ                                                     |                                                                     |
| 2007年 | 12月27日 | タイムリープ                                                 |                                                                     |
| 2008年 | 6月27日  | 魔界天使ジブリール -episode3-                                |                                                                     |
| 2008年 | 12月26日 | ほしうた                                                     |                                                                     |
| 2009年 | 8月28日  | タイムリープぱらだいす                                       |                                                                     |
| 2009年 | 12月25日 | ほしうた 〜Starlight Serenade〜                              |                                                                     |
| 2010年 | 4月23日  | 魔界天使ジブリール4                                          |                                                                     |
| 2011年 | 2月25日  | グリザイアの果実                                             |                                                                     |
| 2011年 | 7月29日  | 戦国天使ジブリール                                           |                                                                     |
| 2012年 | 2月24日  | グリザイアの迷宮                                             |                                                                     |
| 2012年 | 9月28日  | ピュアガール                                                 |                                                                     |
| 2013年 | 5月24日  | グリザイアの楽園                                             |                                                                     |
| 2014年 | 2月28日  | イノセントガール                                             |                                                                     |
| 2014年 | 8月15日  | アイドル魔法少女 ちるちる☆みちる                             | 前編                                                                |
| 2014年 | 12月26日 | アイドル魔法少女 ちるちる☆みちる                             | 後編                                                                |
| 2015年 | 3月27日  | ゆきこいめると                                               |                                                                     |
| 2015年 | 11月27日 | 果つることなき未来ヨリ                                       | 非18禁                                                              |
| 2015年 | 11月27日 | 果つることなき未来ヨリ X-RATED                               |                                                                     |
| 2016年 | 4月28日  | ISLAND                                                       | 非18禁                                                              |
| 2016年 | 6月23日  | Purino Party                                                 | Steamにて販売                                                       |
| 2016年 | 7月28日  | コロナ・ブロッサム                                           |                                                                     |
| 2017年 | 4月28日  | グリザイア ファントムトリガー                                | 第1・2巻                                                            |
| 2017年 | 7月28日  | グリザイア ファントムトリガー                                | 第3巻                                                               |
| 2018年 | 1月26日  | グリザイア ファントムトリガー（第4巻）                       |                                                                     |
| 2018年 | 4月27日  | ももいろクローゼット                                         |                                                                     |
| 2018年 | 7月27日  | グリザイア ファントムトリガー（第5巻）                       |                                                                     |
| 2018年 | 10月26日 | ろけらぶ 同棲×後輩                                           |                                                                     |
| 2019年 | 4月26日  | グリザイア ファントムトリガー（第5.5・6巻）                  |                                                                     |
| 2019年 | 8月30日  | ろけらぶ 電車×同級生                                         |                                                                     |
| 2020年 | 4月23日  | 電脳天使ジブリール                                           | DMM GAMESにて配信                                                   |
| 2020年 | 6月19日  | ATRI -My Dear Moments-                                       | 非18禁、Steamにて販売、共同開発：枕、発売元：ANIPLEX.EXE            |
| 2020年 | 7月22日  | グリザイア ファントムトリガー（第7巻）                       |                                                                     |
| 2020年 | 9月25日  | ろけらぶ 神社×先輩                                           |                                                                     |
| 2020年 | 11月26日 | グリザイア クロノスリベリオン                                | Google Play、App Storeにて配信                                      |
| 2022年 | 2月25日  | グリザイア ファントムトリガー（第8巻）                       |                                                                     |
| 2022年 | 4月5日   | グリザイア 戦場のバルカローレ                                | DMM GAMESにて配信                                                   |
| 2023年 | 4月28日  | グリザイア クロノスリベリオン                                | スマートフォン向けアプリの移植                                      |
| 2023年 | 10月26日 | GINKA                                                        | 非18禁、発売元：ブシロード                                          |
| 2024年 | 7月25日  | リルヤとナツカの純白な嘘                                     | 非18禁、発売元：ブシロード                                          |
| 2024年 | 8月8日   | 少女☆歌劇 レヴュースタァライト 舞台奏像劇 遥かなるエルドラド | 非18禁、発売元：ブシロード                                          |
| 2025年 | 5月29日  | 花束を君に贈ろう -Kinsenka-                                  | 発売元：ブシロード                                                  |
| 2025年 | 6月12日  | KANADE                                                       | 開発：フロントウイングラボ、発売：グッドスマイルカンパニー          |
| 2025年 | 未公表   | COCORO                                                       | 開発：フロントウイングラボ、発売：グッドスマイルカンパニー          |

### Survive
- 2002年12月20日 - アズラエル
- 2003年1月31日 - セパレイトブルー
- 2003年12月19日 - ゆきうた

### ホチキス
- 2002年8月23日 - クランクイン〜早春賦〜
- 2003年10月10日 - ふたごえっち

### b-Wings
- 2003年8月28日 - Take Off!!

### その他
- 2002年10月25日 - ピアノストレイン
  - teamFALSTAFFが開発。Frontwingが販売。

## コンソール移植作品
移植作品の販売元は他社だが、基本的に開発は同社が行なっている。

### ドリームキャスト版
- 2001年8月23日 - カナリア 〜この想いを歌に乗せて〜（販売元：NECインターチャネル）
- 2003年6月26日 - 魔女のお茶会（販売元：NECインターチャネル）

### PlayStation 2版
- 2002年8月29日 - フーリガン 〜君のなかの勇気〜（販売元：PCCW Japan）
- 2002年12月26日 - スイートレガシー 〜ボクと彼女の名もないお菓子〜（販売元：PCCW Japan）
  - 426収録版『スイートレガシー』のリメイク。
- 2003年4月10日 - カナリア 〜この想いを歌に乗せて〜（販売元：NECインターチャネル）

### Xbox 360版
- 2009年6月25日 - タイムリープ（販売元：プロトタイプ）

### PlayStation 3版
- 2012年1月12日 - タイムリープ（販売元：プロトタイプ）

### Nintendo Switch版
- 2021年12月16日 - ATRI -My Dear Moments-（販売元：ANIPLEX.EXE）

## 参加作品

### テレビアニメ
2021年
- ぼくたちのリメイク（プロデュース）

2022年
- イロドリミドリ（プロデュース・宣伝）

2024年
- ATRI -My Dear Moments-

2025年
- 「ちょっとだけ愛が重いダークエルフが異世界から追いかけてきた」ミニアニメ劇場（アニメーション制作・音響制作）

## 主な制作スタッフ
プロデューサー兼代表取締役社長
- 山川竜一郎

キャラクターデザイン
- 渡辺明夫

シナリオ
- 紺野アスタ